# Saine
Die Saine ist ein kleiner Fluss in Frankreich, der im Département Jura in der Region Bourgogne-Franche-Comté verläuft.

## Geographie

### Verlauf
Die Saine entspringt einer Karstquelle im Regionalen Naturpark Haut-Jura nördlich von Foncine-le-Haut. In einem kleinen Talkessel entfließt das Quellwasser als Hangschuttquelle dem Talus eines Berges.
Die Saine entwässert zunächst in südwestlicher Richtung und dreht dann bei Foncine-le-Bas auf Nordwest. Im Gemeindegebiet von Syam beim Weiler Les Forges mündet sie nach rund 19 km als linker Nebenfluss in den erst etwa elf Kilometer langen Ain, der unmittelbar vor der Mündung eine Wendung von rund 140° vollzieht und dabei die Hauptfließrichtung der Saine einnimmt.

### Zuflüsse
- Bief Brideau (links)
- Sainette (links)
- Bief de la Ruine (rechts)
- Ruisseau d'Entre Côtes (rechts)
- Senge (links)
- Ruisseau de Poutin (rechts)
- Lemme (links)

### Orte am Fluss
(Reihenfolge in Fließrichtung)
- Foncine-le-Haut
- Foncine-le-Bas
- Les Planches-en-Montagne
- Syam

## Sehenswürdigkeiten
- Alte Hammerschmiede mit Ursprüngen aus dem 18. Jahrhundert an der Flussmündung – Monument historique[3]; heute ein Museum